# Válka krále Viléma
Válka krále Viléma (1689–1697, resp. 1701; někdy též první francouzsko-indiánská válka) je název pro americkou odnož devítileté války. Šlo o první ze série imperiálních válek mezi Anglií a Francií v Severní Americe. Je pojmenována po anglickém králi Vilémovi III. Oranžském. Válka probíhala na území kolonií New York, Nová Anglie, Maine, v Akádii, v okolí Montrealu a u Quebecu, hlavního města Nové Francie. K menším střetům došlo i u pevnůstek a obchodních stanic v Hudsonově zálivu. Obecně se boje vyznačovaly především útočnými akcemi typu „udeř, vypleň a uteč“. Jedinou rozsáhlejší vojenskou operací, která mohla mít strategický význam, byl kombinovaný anglický útok na Quebec a Montreal v roce 1690. Postup na Montreal se zastavil kvůli epidemii ještě dříve, než anglické jednotky vůbec dorazily k tomuto městu, střetnutí u Quebecu skončilo pro Angličany porážkou a jejich návrat zpět se změnil téměř v katastrofu.
Na obou stranách konfliktu bojovali i Indiáni z různých kmenů, přičemž Francouzi měli v tomto ohledu větší podporu. Důležitou roli v této válce hrály kmeny tzv. irokézské ligy, které se Francouzům a jejich indiánským spojencům podařilo postupně eliminovat. Za celou válku nedokázali Angličané využít své výrazné převahy v počtu lidí a konflikt tedy skončil v podstatě remízou v duchu status quo ante bellum (zachování předválečného stavu).

## Evropské kořeny
Jako devítiletá válka bývá označováno střetnutí císaře Leopolda I., Švédů a Španělů, kteří se seskupili v tzv. Augšpurské lize a postavili se v roce 1686 proti Ludvíku XIV. Později v průběhu války se na stranu Augšpurské ligy přidala i Anglie, Nizozemí a Savojsko. Válka začala vstupem francouzských vojsk na území Falce v roce 1688. O rok později se do koalice proti Francii připojil také nový anglický král Vilém III. Oranžský. Tím se válka rozšířila i do severoamerických kolonií.

## Příčiny války v Americe
Napětí na pomezí anglických a francouzských kolonií v Severní Americe trvalo již nějakou dobu. Nicméně v této době se nedá ještě hovořit o skutečné hranici a území „mezi“ bylo většinou liduprázdné nebo osídlené různými indiánskými kmeny. Vážné územní spory tedy tyto dvě velmoci ještě neměly. Jistou výjimkou byla oblast Akádie a Hudsonova zálivu, kde se územní nároky obou zemí přece jen již začínaly střetávat. Angličané a Francouzi podporovali rozličné indiánské kmeny a nezřídka je popouzeli i v útocích proti svému evropskému rivalovi (například Angličané Irokéze a Francouzi Abenaky). Nepřátelská nálada vládla především na severu, na hranicích Nové Anglie a Akádie. Místní Indiáni podporovaní Francouzi nelibě nesli rostoucí anglickou přítomnost. Docházelo k mnoha incidentům. Na jaře 1688, tedy ještě před oficiálním vypuknutím války, podnikl novoanglický guvernér Edmund Andros útok na francouzskou obchodní stanici St. Castin v oblasti Penobscot Bay. Tím byla válka fakticky zahájena. V roce 1689 však byl tento katolík jmenovaný králem Jakubem II. odvolán poté, co zprávy o Slavné revoluci dorazily do Bostonu. Severní britské kolonie události z let 1688–1689 v Anglii obecně dosti zasáhly. V New Yorku zavládl chaos a novoanglické kolonie byly ve své činnosti rovněž dosti ochromené. Neexistovalo jednotné velení či alespoň plán společného postupu proti rostoucí francouzské hrozbě.

## Začátek války v Maine

Vývoj francouzské Severní Ameriky od 16. do konce 18. století s daty založení významných pevností a měst.

Důležitým spouštěčem bojů v severní Nové Anglii neboli v Maine bylo přetrvávající napětí mezi Indiány a Angličany. Mezi místními Indiány tvořících tzv. konfederaci Wabanaki (Abenakové, Pennacookové-západní Abenakové, Penobscotové, Mikmakové a Maliseetové) hledalo útočiště mnoho domorodých uprchlíků z války krále Filipa, která nedávno skončila. Tito Indiáni v sobě měli zakořeněnou nenávist vůči anglickým osadníkům, v čemž je navíc podporovali Francouzi. Pronikání Angličanů více na severovýchod jen situaci zhoršovalo. V červnu 1689 napadlo několik set Abenaků a Pennacooků pod vedením náčelníků Kancamaguse a Mesandowita Dover v New Hampshire. Zabili 23 lidí a dalších 29 zajali. Zajatce pak odvlekli do Nové Francie, kde je prodali. Jean-Vincent d'Abbadie de Saint-Castin, jehož dům zničili Angličané rok předtím při útoku na Penobscot Bay, zorganizoval válečnou výpravu Abenaků na Bristol (Pemaquid) a Falmouth v Maine v srpnu a září 1689. Při útoku na Falmouth bylo zabito nebo zraněno 21 anglických domobranců. Jako odvetu vedl Benjamin Church, známý velitel z války krále Filipa, expedici proti Indiánům v Maine, ale bez valného výsledku.

## Nová Francie a Irokézové
Francouzi vedli války s Irokézi neboli Pěti národy již od roku 1609. Irokézové se dokonce ukázali takovou hrozbou, že na začátku 60. let 17. století ohrožovali samu existenci Nové Francie. V roce 1667 se nicméně podařilo dojednat příměří a Nová Francie se přece jen vzchopila. Avšak francouzská expanze na západ do oblasti Velkých jezer Irokéze postupně více a více dráždila, neboť tato území považovali za svá loviště a místní kmeny podporované Francouzi za své nepřátele. V roce 1684 znovu vypukl mezi těmito dvěma soupeři konflikt. V roce 1687 zorganizovali Francouzi velkou výpravu proti nejzápadnějším Irokézům Senekům, ale výsledkem bylo jen poplenění jejich území bez toho, aby došlo k rozhodné bitvě. Irokézové na oplátku oblehli francouzské pevnosti Niagara a Frontenac (Cataraqui). V roce 1688 však obě strany začaly jednat o příměří. To však zhatil huronský náčelník Kondiaronk (Krysa), který se svými bojovníky přepadl irokézskou mírovou delegaci a tvrdil, že ho navedli Francouzi. Francouzi nicméně stále doufali, že se jim podaří udržet Irokéze na uzdě a dojednat kýžené příměří. Chtěli Angličany připravit o jejich nejpočetnější indiánské spojence. Rok 1689 začal slibně, Irokézové nejevili žádnou aktivitu.

## Irokézská ofenzíva

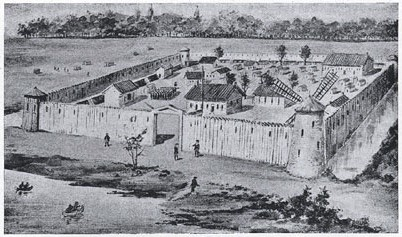
Francouzská opevněná osada Lachine se v roce v roce 1689 stala cílem mohutného irokézského útoku.

V létě 1689 se Irokézové dozvěděli od Angličanů z New Yorku, že mezi Francií a Anglií vypukla v Evropě válka a že se rozšíří i do kolonií. Tím získali konečně Angličany jako oficiální, silné spojence proti Francouzům. Francouzi však tuto informaci ještě nedostali, a tak v Nové Francii zatím panoval klid. 5. srpna 1689 brzy ráno přeplulo 1500 irokézských bojovníků jezero St. Louis a zaútočilo na francouzskou osadu Lachine, která se nacházela jen několik kilometrů od Montrealu. Výsledkem byl tzv. lachinský masakr – Irokézové plenili, upalovali, rabovali a když se později stáhli, zanechali za sebou 56 zničených domů, několik desítek mrtvých a dalších více než 80 lidí odvlekli do zajetí. Část z nich později zabili. Tento útok měl na obyvatele Nové Francie výrazný negativní psychologický efekt. Bylo zřejmé, že vojenské postavení Nové Francie je chabé. Navíc kmeny irokézské ligy začaly vysílat různě velké skupiny válečníků proti dalším francouzským osadám, obchodním stanicím, pevnůstkám a konvojům. Tou dobou disponovali Irokézové přibližně 2 600 bojovníky a početně se tak vyrovnali ozbrojeným silám Nové Francie. Na podzim 1689 uvrhly jejich efektivní útoky francouzskou Kanadu do velmi nebezpečné situace. Kolonii navíc zasáhla v té době epidemie, jež si vyžádala téměř 1000 životů. Když se vezme v potaz, že celá Nová Francie měla v té době pouze asi 11 000 obyvatel, jedná se o velkou ztrátu. Francouzi opustili pevnosti Frontenac a Niagara. Indiánští spojenci z oblasti Velkých jezer už začali uvažovat o vytvoření aliance s Pěti národy (Irokézi). Vypadalo to, že existence Nové Francie je ohrožena podobně jako počátkem 60. let. Morálku Francouzů povzbudila alespoň menší jezerní bitka, kdy se skupině traperů (francouzsky coureurs des bois = doslova „lesní běžci“) vedené du Lhutem a Mantetem podařilo zničit bez vlastních ztrát malý irokézský útočný oddíl. 18 Indiánů Francouzi zabili a 3 zajali. Zajatce později nechali v Montrealu Indiány z misií pomalu upálit, aby kanadští kolonisté na vlastní oči viděli, co Irokézové často dělají s jejich druhy, pokud je zajmou. Irokéze se mezitím pokoušeli „najmout“ vyslanci z Nové Anglie. Pokusili se je přesvědčit k útoku na Abenakie, kteří jim zle zatápěli v Maine. Irokézští náčelníci váhavě přislíbili, ale nakonec liga nic nepodnikla, neboť čekala velký úder od Francouzů a nechtěla si nadělat další nepřátele.

Mapa zobrazuje hlavní kampaně války

## Odpověď Francouzů
V říjnu 1689 dorazily do Nové Francie lodě se zásobami, novým guvernérem a s novinkami z Evropy – Francouzi konečně zjistili, že oficiálně vypukla válka. Guvernér Denonville byl odvolán a místo něj nastoupil 70letý hrabě Frontenac, který v Nové Francii „vládl“ již v letech 1672–1682. Francouzům bylo jasné, že musí začít jednat aktivně, pokud chtěli ve válce uspět. Frontenac a jeho poradci nejprve uvažovali o dobytí New Yorku – Irokézové by se tím odřízli od Angličanů a zároveň by se anglické kolonie rozdělily vedví. Frontenac, který měl s jednáním s Irokézi mnoho zkušeností, věřil, že se je podaří přetáhnout na francouzskou stranu, či alespoň domluvit příměří. Rozhodl tedy Irokéze zatím nenapadat a soustředit se na Angličany. Jelikož však Francouzi neměli dostatečnou sílu k dobytí celé kolonie New York, vyslal Frontenac 3 izolované útočné skupiny proti anglickým osadám – jednu do New Yorku a dvě do Nové Anglie.

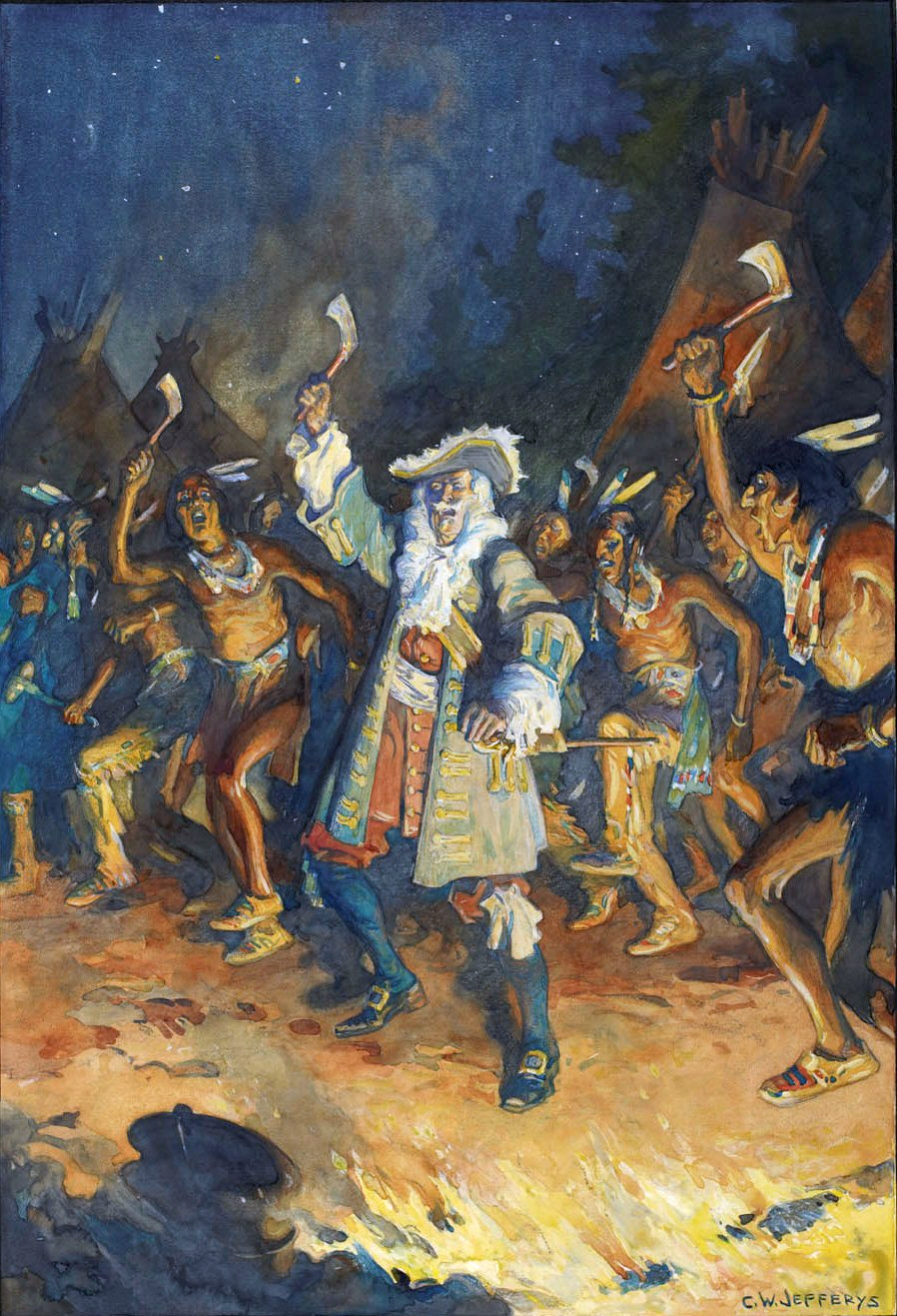
Guvernér Frontenac tančí válečný tanec s Indiány

### Útok na Schenectady
V lednu 1690 vyrazila z Montrealu první z nich. Čítala 210 mužů, 115 Kanaďanů a zbytek tvořili Indiáni z montrealských misií, převážně Irokézové, kteří k Francouzům odešli na popud jezuitů. Jejich cílem bylo malé město Schenectady severozápadně od Albany. Tato útočná skupina dorazila 8. února v noci a našla opevněnou osadu nepřipravenou a nezajištěnou pro případ nebezpečí. Došlo k „bitce“ při níž bylo zabito 60 mužů a dalších 27 zajato (původně bylo zajato mnohem víc lidí, ale většinu z nich útočníci propustili). Více než 60 domů útočníci spálili. Kanaďani narazili i na skupinu Mohawků, ale Frontenac vydal v domnění, že ujedná s Irokézi mír, zákaz proti nim podnikat jakékoli akce. Ačkoli byla skupina pronásledována Mohawky, kteří několik mužů zajali, dorazila koncem února zpět do Montrealu se zajatci a 50 koňmi naloženými kořistí.

### Útok na Salmon Falls
Druhá skupina čítající 25 Kanaďanů a 25 Indiánů vyrazila koncem ledna z Trois Rivieres a napadla osadu Salmon Falls poblíž Porthsmouthu na pobřeží Maine. Vše proběhlo podobně jako v Schenectady. Útočníci zabili 34 mužů a dalších 54 zajali. Sice je začala pronásledovat místní milice, ale Kanaďané je odrazili a zmizeli jim.

### Útok na Falmouth
Třetí skupina vyrazila z Quebecu 28. ledna 1690 a vedl ji Sieur de Portneuf. Útvar čítal asi 400–500 mužů, z čehož byla většina Abenaků. Dokonce se k nim připojilo i několik mužů z vracejících se výpravy na Salmon Falls. Útočníci postupovali pomalu, ale v květnu 1690 se dostali do blízkosti anglických osad. Nejprve poplenili Casco, kde zabili 20 lidí a 25. května dorazili k Fort Loyal v osadě Falmouth. Došlo k obléhání a anglická posádka se po třech dnech vzdala. Francouzi dovolili Abenakům vyrabovat pevnost a osadu. Výprava se koncem června vrátila v bezpečí do Quebecu.

## Angličané vracejí úder
Tyto útoky rozhádané Angličany přece jen trochu sjednotily a pohnuly k protiakci. Početní převaha Angličanů nad Francouzi v Severní Americe byla zdrcující. Anglické kolonie měly více než 200 000 obyvatel (odhad k roku 1688), čili zhruba dvacetinásobek kanadské populace. Z toho minimálně 20 000 mohlo být využito jako vojenská síla. Navíc se Angličané zatím mohli spolehnout i na Irokéze, kteří byli jednoznačně nejsilnějším indiánským kmenovým svazem v oblasti. Nacházeli se nedaleko západních center Nové Francie a vodních spojnic s francouzskými indiánskými spojenci v oblasti Velkých jezer. Byli dobře zásobeni střelnými zbraněmi a byli schopni najednou vypravit i více než 1 000 mužů na ofenzivní kampaň (celkový počet bojovníků Irokézů na začátku války je odhadován na 2 500–2 800). Francouzi sice měli mnohem víc spojeneckých kmenů, které teoreticky disponovaly tisíci bojovníky, ale jejich síly byly roztříštěné, jejich území daleko a bylo prakticky nemožné shromáždit je naráz pro nějakou jednotnou kampaň. Pokud Francouzi Indiány využili, tak většinou v počtu několika stovek najednou.

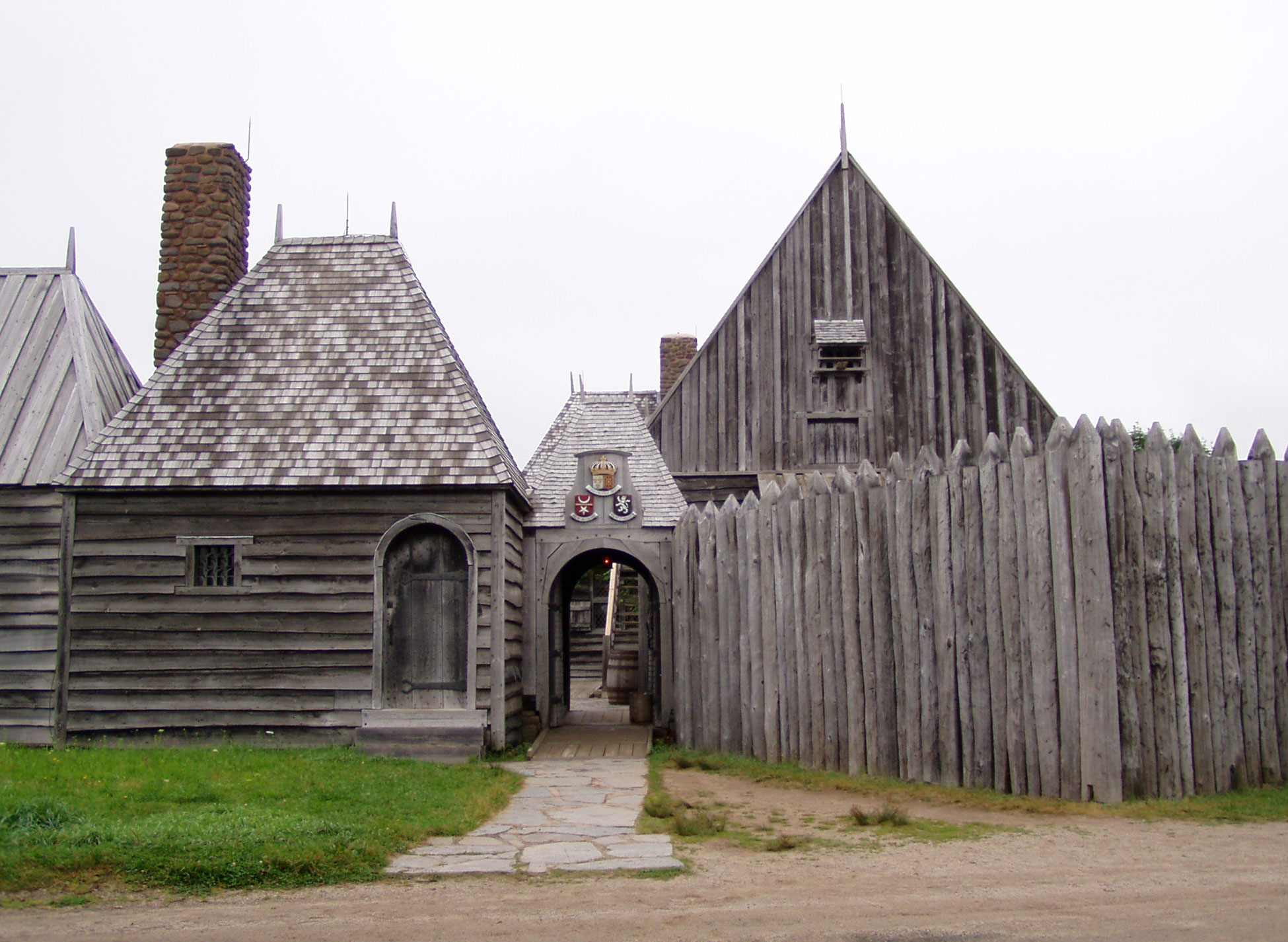
Replika francouzské pevnůstky v Port Royal v Novém Skotsku

V květnu 1690 se sešla v New Yorku mezikoloniální konference. Výsledkem byla dohoda na společném postupu proti Francouzům. Bylo rozhodnuto vyslat dvě výpravy. První měla postupovat vnitrozemím a dobýt Montreal, druhá obojživelná měla oblehnout Quebec. Výpravě z Massachusetts se mezitím (19. května) bez problémů podařilo obsadit francouzskou osadu Port Royal v Akádii (Nové Skotsko), což Angličany utvrdilo v přesvědčení, že dobytí Quebecu je nejen reálné, ale i snadné.

### Útok na Montreal
V červenci 1690 shromáždili Angličané několik set mužů v Albany (podstatně méně než bylo původně dohodnuto) a tato expedice posílená o nevelké množství Irokézů vyrazila směrem na Champlainovo jezero. Pomoc Irokézů byla mnohem menší, než Angličané očekávali, neboť mezi těmito Indiány vypukla epidemie. A ti Irokézové, kteří se přidali k Angličanům, zřejmě rozšířili chorobu i mezi ně. Výprava se zastavila u jezera a poté se vrátila zpět. Dočasný guvernér New Yorku Jacob Leisler zuřil a nechal dokonce uvěznit velitele výpravy Fitz-Johna Winthropa. Nařídil vyslat novou útočnou skupinu. Tu vedl kapitán John Schuyler a sestávala ze 150 Angličanů, Mohawků a Mohykánů. Postupovala podél Champlainova jezera a vedla si přece jen lépe. V září napadla osadu La Fourche nedaleko Montrealu. Výsledkem bylo asi 20 mrtvých nebo zajatých Francouzů a vypálené domy. Indiáni pak ještě napadli několik osad a zabili další desítky Kanaďanů. Hlavní cíl se však splnit nepodařilo, Montreal zůstal netknutý.

### Útok na Quebec

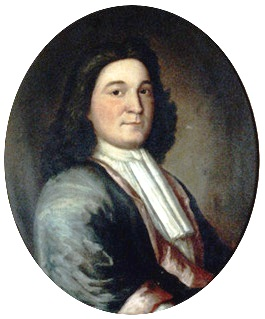
William Phips, vrchní velitel výpravy proti Quebecu a guvernér kolonie Massachusetts v letech 1692–1694

Pokud by anglický plán vyšel podle předpokladů a časového harmonogramu, byla by situace Nové Francie zřejmě kritická. Krach montrealské expedice však významně ovlivnil i hlavní útočnou snahu Angličanů – dobýt Quebec. Anglická námořně-pozemní expedice vyplula z Massachusetts až koncem srpna 1690 a tak bylo zřejmé, že časové koordinace s montrealskou skupinou se dosáhnout nepodaří. Výprava sestávala z 34 lodí a asi 1300 mužů milic (domobrany) plus mnoho stovek dalších jako posádky lodí. Žádaná pomoc z Anglie nedorazila. Velitelem byl jmenován sir William Phips, „hrdina“ od Port Royal. Kvůli nepřízni počasí a špatné průjezdnosti ústí řeky Sv. Vavřince dosáhli Angličané Quebecu až v půlce října. Francouzi byli včas informováni, Montreal a jeho okolí už byly mimo ohrožení, a tak mohl Frontenac shromáždit prakticky veškeré ozbrojené síly ke Quebecu. Celkem dali Francouzi dohromady asi 3000 mužů námořní pěchoty (Troupes de la Marine) a milic. Jejich postavení bylo výhodné – drželi všechny strategické body, bylo jich víc a byli lépe připraveni na přicházející zimu než Angličané. Neudiví proto, že Frontenac s pohrdáním, pompou a sebevědomím sobě vlastním odmítl anglický návrh na kapitulaci: „Nemám jinou odpověď pro vašeho generála než ústy mých kanónů a mušket. Musí si zapamatovat, že si nemůže dovolit dávat takové požadavky muži jako jsem já. Ať předvede to nejlepší, co v něm je, totéž ukážu i já.“ Angličané sice vylodili většinu (1200) svých mužů na pevninu a začali město odstřelovat z lodí, ale nic se nedařilo. Kanonáda byla nepřesná, naopak obranná palba Francouzů několik lodí včetně vlajkové poškodila. Pozemní síly si nevedly lépe. Nepodařilo se jim nejen prorazit, ale ani významněji narušit francouzskou obranu. Vojáci trpěli zimou, nedostatkem munice a po několika dnech i zásob. Navíc se mezi nimi začala šířit epidemie. Phips uznal, že situace je bezvýchodná a 25. října dal rozkaz k návratu. Ztráty Angličanů nebyly velké – asi 30 mužů zemřelo v boji a dalších cca 60 bylo zraněno. Francouzi měli jen několik mrtvých a raněných. Cesta domů se však změnila v noční můru. Flotilu zasáhla bouře, která způsobila několik ztroskotání a zbloudění. Asi 400 (některé zdroje udávají až 1000) dalších mužů zemřelo na epidemie anebo se utopilo. První lodě dorazily do Bostonu koncem listopadu. Ale tím nebyl všem neúspěchům konec. Vojáci nedostali zaplaceno za službu, neboť se předpokládalo, že peníze budou získány z kořisti. Hrozila dokonce vzpoura. Kolonie Massachusetts se ocitla na pokraji bankrotu. Správní rada kvůli tomu dokonce rozhodla začít vydávat papírové peníze, což se stalo na americké pevnině poprvé. Generál Phips obvinil z porážky velitele pozemních sil majora Johna Walleyho a pak se raději odebral do Anglie. Anglické kolonie, především pak Nová Anglie, se po zbytek války z tohoto debaklu nevzpamatovaly a ocitly se v hluboké defenzivě.

## Boj o Irokéze

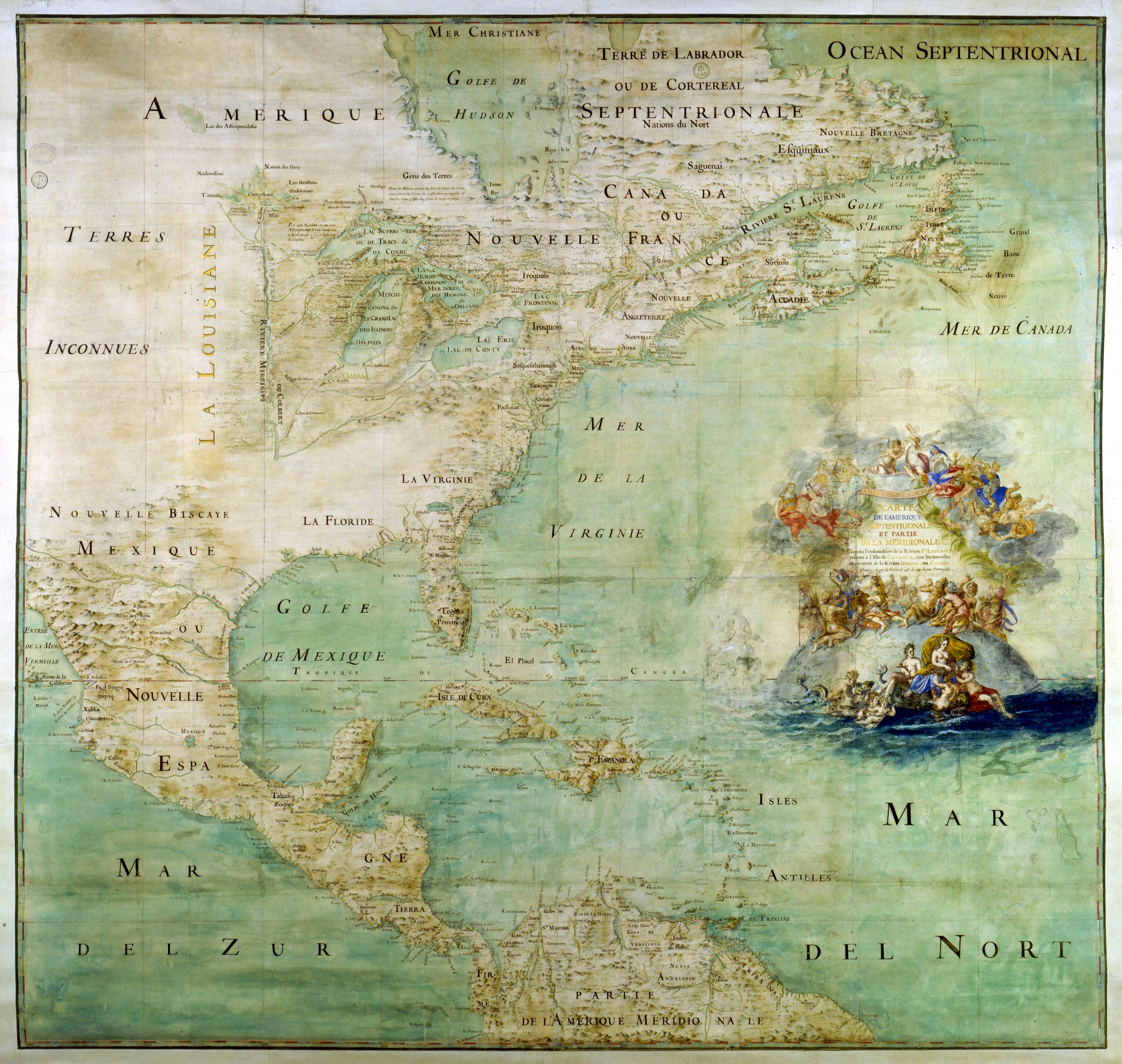
Francouzská mapa Severní Ameriky z roku 1681 ukazuje, že jejich znalost oblasti Velkých jezer byla v té době už na solidní úrovni, především díky častým průzkumným a misionářským výpravám.

Jak Francouzi, tak Angličané (především z New Yorku) měli zato, že klíčem k úspěchu ve válce jsou Irokézové. Cílem Francouzů bylo vyjednat irokézskou neutralitu, či je dokonce přetáhnout na vlastní stranu, cílem Angličanů bylo udržet Irokéze v boji proti Nové Francii. Francouzi projevili v roce 1690 velkou iniciativu a kromě předběžných sondáží poslali smíšenou delegaci na jednání do země Irokézů – Irokézie. Nicméně protifrancouzská nálada v té době u Irokézů dosáhla vrcholu. Všichni členové poselstva byli zajati, někteří asi umučeni a velitele poslali Angličanům do New Yorku. Angličané si mohli mnout ruce. Francouzi se přesto nevzdávali. Mezi Irokézi působil tou dobou zajatý jezuita otec Millet, který získal v rámci rituálu adopce i titul náčelníka (smuteční války) a postupně kolem sebe budoval profrancouzsky smýšlející frakci. Situace se měnila i z jiných důvodů. Irokézové si stěžovali, že jim Angličané dodávají málo válečného materiálu a draho. Navíc se jim nelíbila rostoucí anglická vojenská chabost.

### 1691
Nicméně na jaře 1691 Irokézové znovu zaútočili. Cílem bylo opět okolí Montrealu. Útok provedlo asi 800-1000 bojovníků. Ztráty Francouzů byly poměrně malé, ale zase se ukázalo, že Irokézové jsou schopni udeřit velkou silou. Navíc zásobovací situace v Nové Francii byla v roce 1691 zoufalá - scházely jak potraviny, tak vojenský materiál. Někdy v květnu se však Francouzům podařilo obklíčit malou útočnou skupinu Oneidů. 30-40 Irokézů Francouzi pobili a 5 zajali. Kolonisté tři z nich později upálili, postup běžný vůči nepříteli, který totéž často dělal i jim.
V červenci-srpnu 1691 uspořádali Angličané z New Yorku další výpravu s cílem ohrozit okolí Montrealu. Vedl ji Peter Schuyler, Nizozemec původem a jeden z elitních newyorských velitelů. Sestávala z asi 120 Angličanů, 80 Mohawků a 66 Mohykánů, přičemž ostatní čtyři irokézské kmeny neposlaly žádné bojovníky. Bylo zřejmé, že Irokézové ztrácí v Angličany důvěru. Tato výprava se nakonec střetla u osady La Prairie, přibližně ve stejných místech jako výprava z roku 1690, s Kanaďany a výsledkem byla krvavá bitka s mnoha desítkami mrtvých (nejnižší údaje hovoří o 45 Francouzích a 39 Angličanech a Indiánech), která však Francouze vážněji neohrozila. Irokézové neviděli v těchto malých útocích budoucnost a hodlali se připojovat jen k velké rozhodné akci. Další změna přišla od francouzských indiánských spojenců – od roku 1691 začaly jezerní kmeny (Odžibvejové, Potawatomiové, Huróni, Miamiové, Winnebagové, Ottawové aj.) aktivněji působit jako významná vojenská síla. Francouzi jim dodávali zbraně a jiné zboží poměrně levně a v potřebném množství a tato politika se vyplácela. Navíc se Francouzi mohli plně spolehnout na Indiány usazené na řece Sv. Vavřince – šlo především o katolické Irokéze, Algonkiny, Huróny z Lorette, Abenaky a Montagnaisy. V prosinci 1691 utrpěli bojovníci Mohawků a Oneidů těžkou porážku od francouzských Indiánů a ztratili v jednom dni asi 30 bojovníků. Navíc v Irokézii řádily chronické epidemie. Ztráty rostly, přesto však Irokézové doufali, že očekávaná anglická pomoc vše zvrátí. I Frontenac nakonec uznal, že klíčem k irokézské neutralitě bude vojenské řešení.

### Výprava proti Mohawkům

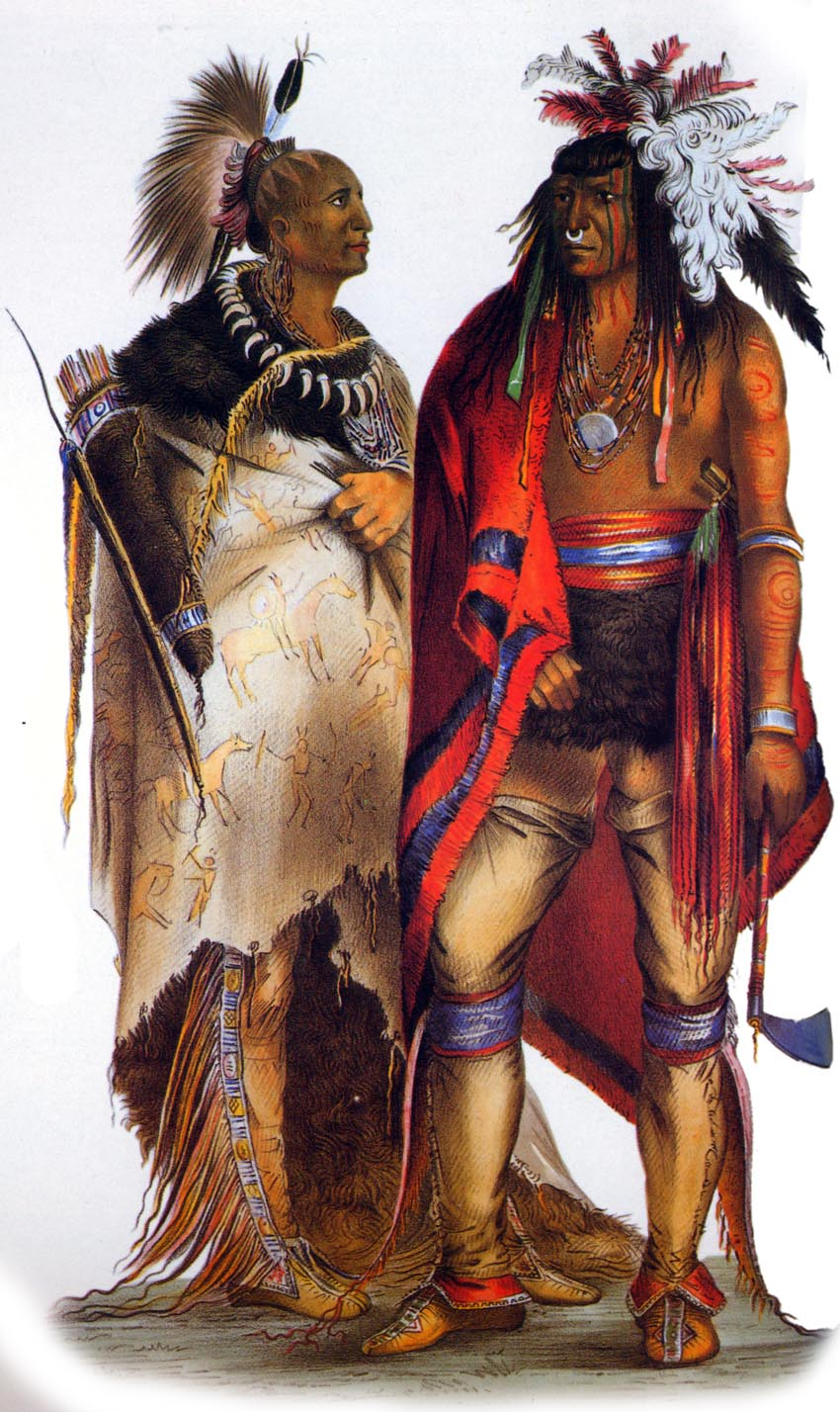
Irokéz (vpravo) na obraze George Catlina z 19. století

V lednu 1693 opustilo Montreal 625 Francouzů a spojeneckých Indiánů. Cílem bylo zničit nejvýchodnější Irokéze – Mohawky – a pak způsobit co nejvíce škod v okolí Albany. Angličani se o výpravě dozvěděli, připravili se na ní, ale neinformovali Irokéze. Útočníci vedení katolickými irokézskými zvědy proklouzli 16. února ke třem mohawským vesnicím. Původní rozkaz zněl zabít všechny muže i ženy a zajmout děti. Na přímluvu katolických Irokézů, z nichž část byli i Mohawkové, se však podařilo krveprolití omezit (cca 30 zabitých). Kanaďané zajali asi 300 lidí, zapálili vesnice a spěchali nazpátek, neboť měli informace, že Angličané a Indiáni se na ně chystají. Anglo-indiánská záchranná výprava čítající přes 500 mužů útočníky skutečně dostihla a donutila je větší část zajatců propustit. Přesto byla tato akce pro Irokéze další ukázkou toho, že se situace mění a síla nepřátel roste. Z Mohawků se načas stali prakticky bezdomovci a byli plně odkázáni na pomoc ostatních Irokézů a Angličanů. I když i Kanaďané dorazili do Montrealu na pokraji vysílení – cestou jim došly zásoby – získala jim tato výprava značnou reputaci především mezi jezerními kmeny.

### Jednání
Mezi červnem 1693 a říjnem 1694 probíhala mezi Francouzi a Irokézi nejdříve nesmělá a později intenzivní jednání. A to i přesto, že se jim snažili zabránit Angličané z New Yorku, především rodinný klan Schuylerů, který požíval mezi Irokézi velkého vlivu a respektu. Irokézský náčelník a zároveň jezuita otec Pierre Millet vykonal dobrou práci a Oneidové, mezi nimiž žil, byli hlavními podporovateli uzavření míru s Francouzi. Podařilo se mu „rozpracovat“ i Onondagy. V květnu 1694 dorazila do Kanady irokézská delegace vedená mírovým náčelníkem Teganissorensem, který reprezentoval neutralitní křídlo mezi Irokézi. Frontenac požadoval návrat zajatců a prosazoval, aby Irokézové uzavřeli mír nejen s nimi a svatovařineckými Indiány, ale i se západními kmeny. V září 1694 proběhla v Montrealu velká konference i za účasti západních kmenů. Irokézové stále odmítali i je zahrnout do míru. Naopak žádali, aby se do mírových jednání zapojili i Angličané a především naléhali na Francouze, aby znovu neobsazovali Fort Frontenac (Cataraqui). „Onnontio (francouzský guvernér), váš oheň již nikdy nevzplane v Cadracqui (Fort Frontenac)… Ukradli jste nám toto místo a my jsme uhasili váš oheň krví našich dětí… tato země byla obydlena a pošlapána námi válečníky před jakýmkoli křesťanem.“ Touto řečí doprovodil mluvčí Kaqueendara odhodlání Irokézů. Jednání se účastnil i uznávaný huronský náčelník Kondiaronk, který apeloval na Irokéze, aby vydali všechny zajatce, pokud chtějí mír. Ačkoli v říjnu vrátili Oneidové mj. i zajatého otce Milleta (zřejmě i na nátlak Angličanů, jimž byl Millet trnem v oku), mír byl v nedohlednu. Naopak Frontenac ponoukal západní kmeny, aby zintenzivnili své útoky. Irokézové zkoušeli jednat i s jezerními kmeny, ale výsledek se ukázal být velmi nejistý. V dubnu 1695 došlo k obnovení bojů s Francouzi.

### Výprava proti Onondagům a Oneidům

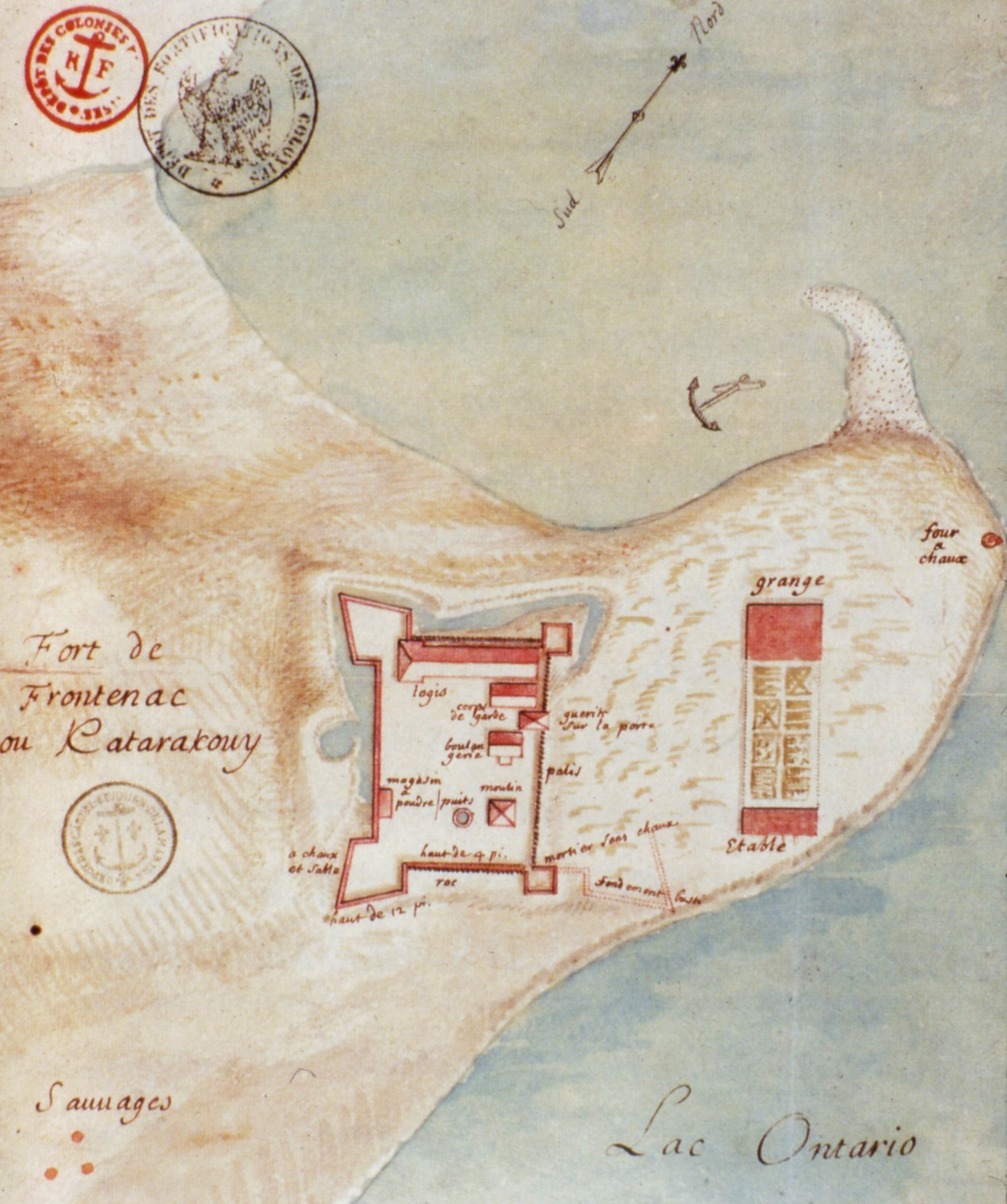
Fort Frontenac neboli Cataraqui byla pevnost na severním břehu jezera Ontario založená roku 1673. Její opětovné obsazení Francouzi (1695) bylo pro Irokéze dlouho hlavní překážkou pro uzavření míru

Francouzi v roce 1695 znovu obsadili Fort Frontenac. Irokézové požádali newyorského guvernéra Fletchera, aby uspořádali společnou výpravu a Francouze vyhnali, ale ten to odmítl. Tvrdil, že by nesehnal dost mužů. Poskytl jim alespoň válečný materiál. Již roku 1694 onondažský náčelník na setkání v New Yorku lamentoval, že Pět národů slábne. Použil při tom metaforu, což byla oblíbená vyjadřovací metoda indiánských řečníků: „Tuk nám taje z našich těl a teče k našim sousedům, kteří tloustnou a žijí si v klidu, zatímco my hubneme. Oni vzkvétají a my upadáme.“ V roce 1695 bylo jasné, že vzájemná válečná pomoc Irokézů a Angličanů stagnuje. Ani jedna za stran neměla dost chuti výrazněji podpořit tu druhou. Irokézové to nesli velmi těžce a mělo být ještě hůř.
6. července 1696 opustila Montreal na místní poměry obrovská vojenská síla. Frontenac a jeho zástupci Champigny (intendant) a Louis-Hector de Callière nechali shromáždit 2150 mužů. Francouzi připravovali tuto akci již od zimy a trpělivost se jim vyplatila. Jednalo se o největší útočnou vojenskou výpravu, jakou Severní Amerika do této chvíle zažila. Armádu nominálně vedl samotný Frontenac, nyní již 74letý stařec, kterého nesli na nosítkách. Faktickým velitelem byl Louis-Hector de Callière, guvernér Montrealu a Frontenacův nástupce v úřadu guvernéra Nové Francie a Philippe de Rigaud de Vaudreuil, výkonný velitel francouzských ozbrojených sil v Nové Francii. Irokézové se neodvážili postavit na odpor a stáhli se do bezpečí. Kanaďani narazili jen na jednoho staršího Indiána, který odmítl odejít. Misijní Indiáni ho umučili. Jeho osud popsal obdivně Callière: „ten muž ukázal neobyčejnou statečnost, neboť nevydal ani jediné zaúpění, když mu byla rozžhavená železa přikládána na celé tělo. Naopak nabádal naše muže a Indiány, aby se učili, jak umírat bez naříkání, pokud je potká stejný osud jako jeho.“ Výprava poplenila území Onondagů a Oneidů – spálila co mohla, zničila úrodu a pak se téměř beze ztrát vrátila zpět do Montrealu. Ač výprava vojensky opět nepřiměla Irokéze k bitvě, její ekonomický a morální účinek byl zdrcující. Bylo zřejmé, že Irokézové spojeným francouzsko-indiánským silám už nedokáží čelit. „Nepřítel nám zničil pět našich hradišť a uvrhl nás do bídné situace. Zbývá nám pouze jediné a pokud i to bude zničeno, nevíme co budeme dělat...“ takto lakonicky shrnul situaci mohawský řečník.

## Anglická defenziva

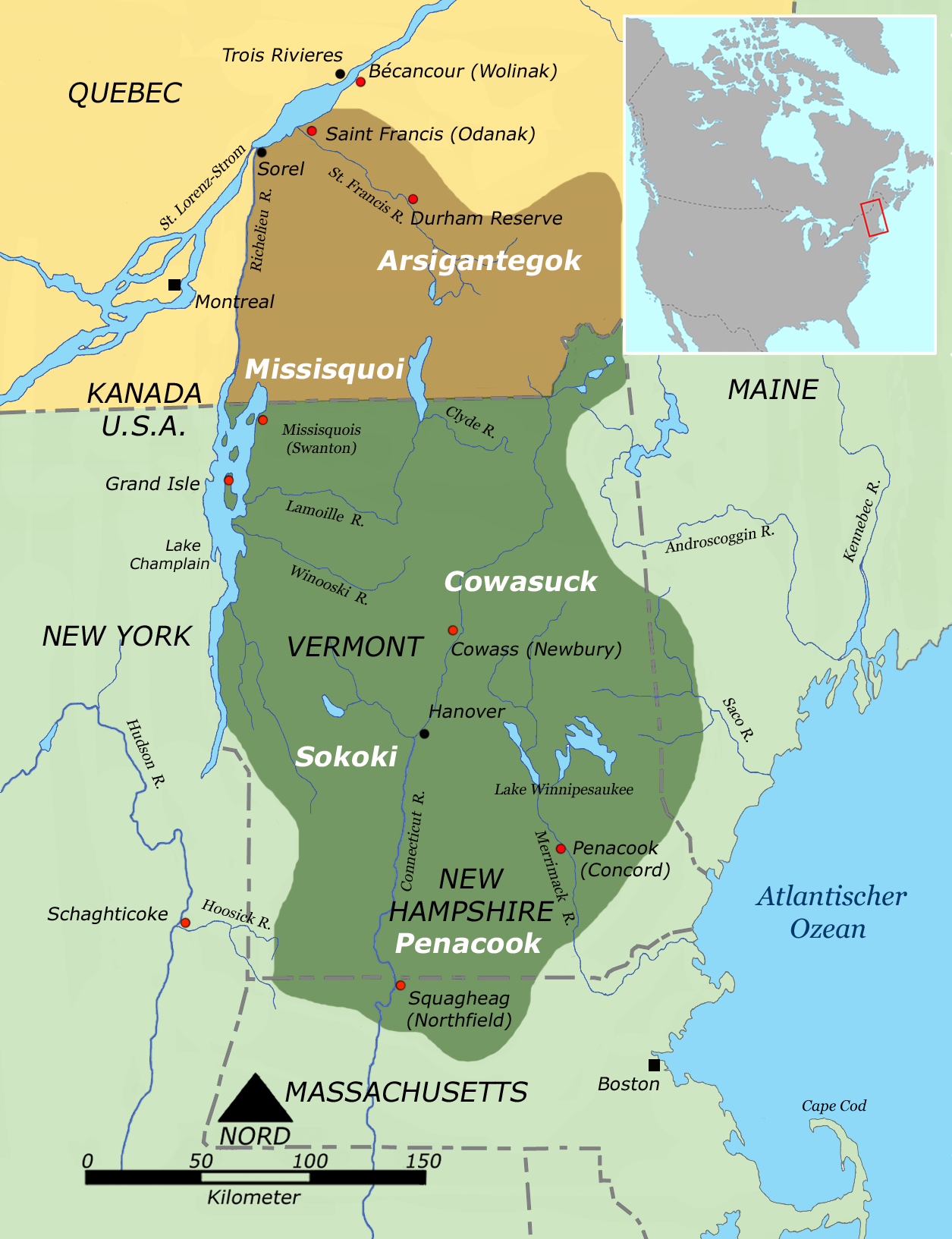
Rozmístění jednotlivých kmenů západních Abenaků v 17. a 18. století. Abenakové ve většině koloniálních válek vystupovali jako spojenci Francouzů.

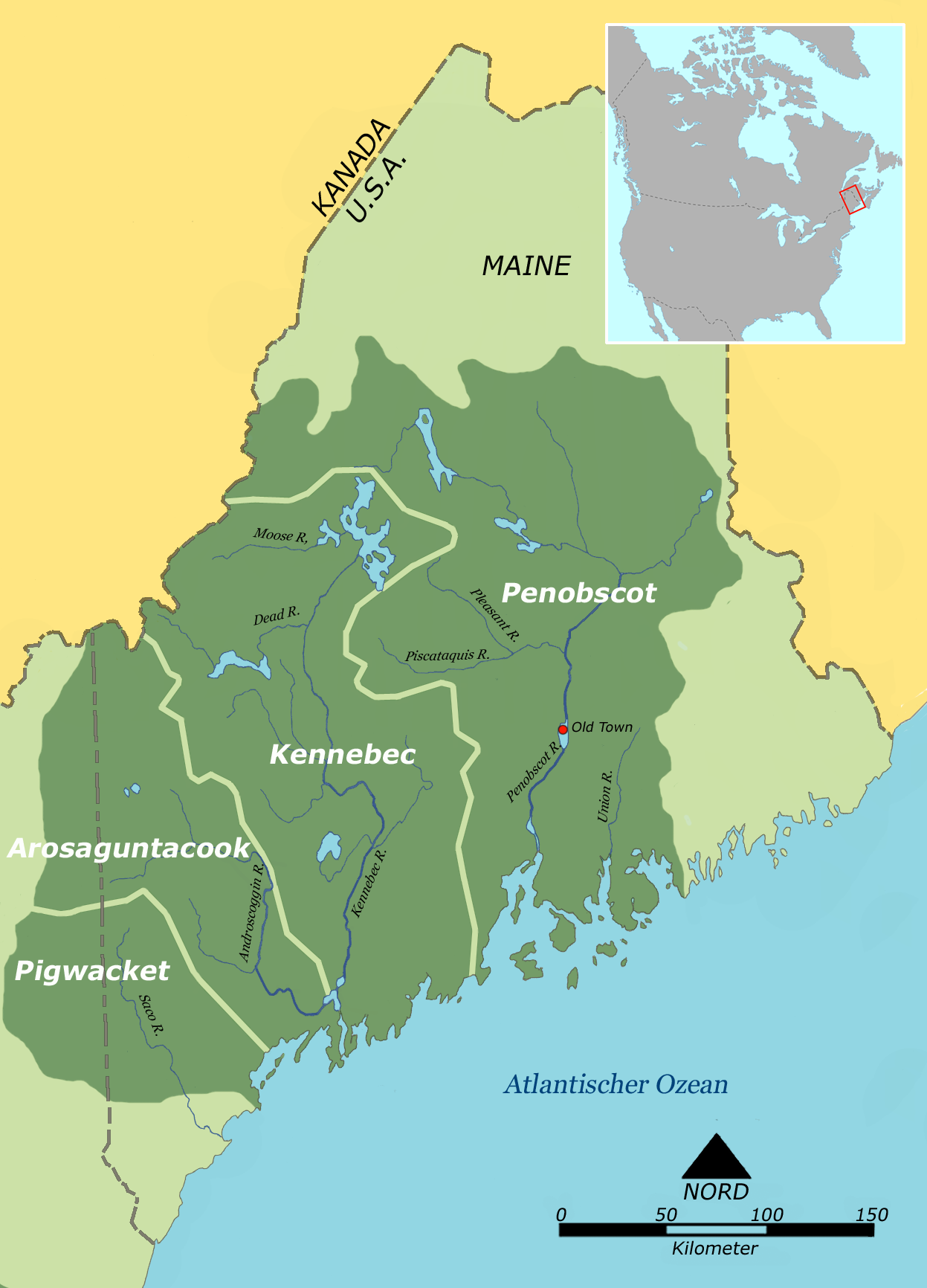
Území východních Abenaků

Ale nestrádali jen Irokézové. Ofenzíva Francouzů a „jejich“ Indiánů zasáhla i Novou Anglii a Maine. Města v údolí řeky Connecticut, která zažila boje již během indiánské války krále Filipa, byla znovu napadána malými útočnými skupinami tvořenými převážně Abenakii. Jednalo se o Hatfield, Hadley, Brookfield a Deerfield, který protrpěl celkem šest útoků. V únoru 1692 zaútočila skupina asi 300 Indiánů a Francouzů na York v kolonii Maine. Zabili mnoho desítek lidí (různé zdroje udávají 48–100), dalších asi 80 zajali a městečko vypálili. V červnu 1692 měl potkat stejný osud město Wells, ale to se útoku ubránilo s poměrně malými ztrátami.

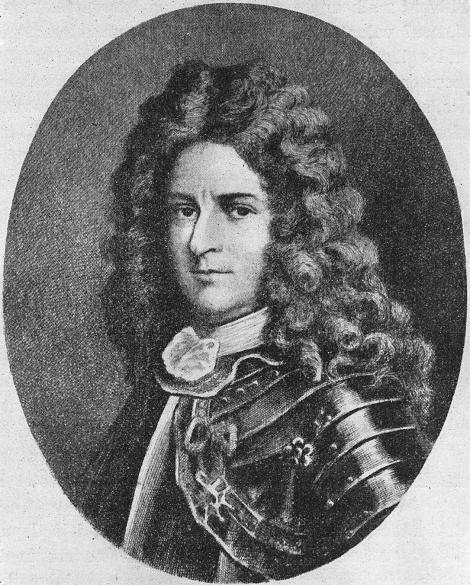
Pierre Le Moyne d'Iberville, francouzský důstojník, námořník, dobrodruh, objevitel, obchodník a zakladatel francouzské Louisiany

Massachusetts a Maine reagoval na tyto útoky posílením obranyschopnosti hraničních měst. Opravovaly se palisády, stavěly pevnůstky, opevňovaly domy (tzv. garrison houses). Ačkoli Benjamin Church a další velitelé provedli několik výpadů proti Indiánům, nepodařilo se jim je citelněji oslabit. V roce 1692 zbudovali Angličané v Pemaquidu kamennou pevnůstku Fort William Henry. Zprvu se zdálo, že jde o výborný strategický tah, neboť místní Indiáni krátce po dostavění přicházeli s nabídkami míru (srpen 1693). Ten skutečně asi dva roky trval, ale jen v oblasti Maine. V létě 1694 zaútočily skupiny Indiánů znovu na města Massachusetts a dostaly se na vzdálenost jen asi 20 mil od Bostonu. 250 Abenaků napadlo i Oyster River (Durham, New Hampshire). Zabili téměř 50 lidí a stejné množství zajali. Bylo evidentní, že Angličané si nejsou schopni poradit s útoky malých přepadových skupin. Navíc v únoru 1696 nechal velitel Fort William Henry zabít několik Abenaků, kteří přišli vyjednávat o míru. Válka na severu znovu vypukla a nyní se do toho větší silou vložili i Francouzi. V srpnu 1696 dorazila k pevnosti William Henry skupina tří lodí a mnoha indiánských kánoí vedená Pierrem Le Moyne d'Iberville a Jean-Vincentem d'Abbadie de Saint-Castin. Celkem šlo o asi 500 mužů. Kanaďané pevnost oblehli. Anglický velitel Pasco Chubb zprvu odmítl kapitulovat, ale hned druhý den změnil názor. 15. srpna 1696 se pevnost vzdala. Všem 95 mužům posádky bylo dovoleno vrátit se do Bostonu, byli vyměněni za francouzské a indiánské zajatce držené Angličany. Pevnost byla zničena. Francouzi a Indiáni pak pokračovali v útocích proti okolním osadám.
Tato potupná porážka konečně rozhoupala Angličany k akci. V září 1696 provedl Benjamin Church útok na Chigneto v Akádii. Jeho vojáci a spojenečtí Indiáni městečko napadli, zabili několik lidí a zbytek osazenstva podle slov guvernéra Villebona doslova vyjedli: „Angličané zůstali v Beaubassinu (Chigneto) devět dní, aniž by vyložili jakékoli zásoby ze svých lodí a i těm lidem, jimž prokázali milost (a nezabili je) zcela vyprázdnili domy a stodoly a nechali jim jen oblečení, které měli na sobě.“ Kanaďané se zatím přesunuli na Newfoundland, kde poplenili anglické rybářské osady. Pierre Le Moyne d'Iberville pak roku 1697 vedl výpravu proti Hudson Bay Company do Hudsonova zálivu. Francouzi během bitvy potopili jednu fregatu, další zajali a dobyli strategicky položenou Fort Nelson. Ač početně slabší prokazovali Francouzi podstatně lepší schopnosti na specifickém severoamerickém bojišti.

## Mír Angličanů s Francouzi
Zatímco pokračovala „malá válka“ v Severní Americe, začalo se v Evropě jednat o míru. V květnu 1697 bylo zahájeno jednání v nizozemském městě Rijswijk (někdy také Ryswick). 20. září 1697 došlo k uzavření smlouvy mezi Francií, Anglií, Nizozemím a Španělskem (Francie a Svatá říše římská – až 30. října). Smlouva až na některé menší výměny území a potvrzení dílčích zisků konstatovala situaci status quo ante bellum. Angličané a tím i Irokézové se o uzavření míru dozvěděli koncem roku 1697, Francouzi až o pár měsíců později. Pro situaci v Severní Americe to znamenalo dvě věci. Zaprvé, žádná ze stran si teoreticky nemohla nárokovat jakékoli územní zisky na úkor strany druhé. Francouzi však využili vágnosti vymezení hranic mezi oběma velmocemi a podrželi si kontrolu nad některými opěrnými body v oblasti Hudsonova zálivu a Newfoundlandu. Zadruhé, Irokézové zůstali ve válce s Francouzi osamoceni.

## Diplomatický boj o Irokéze

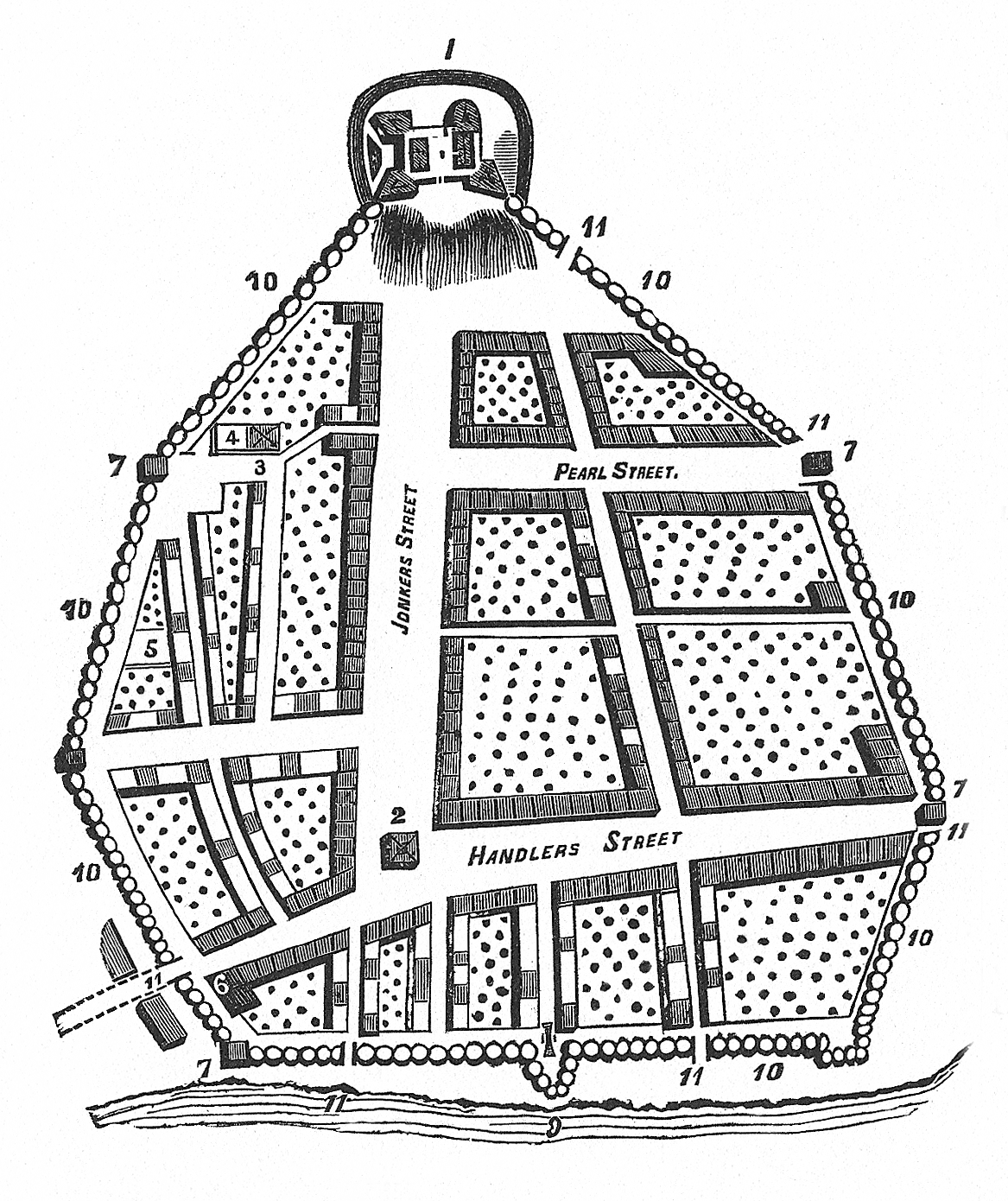
Mapa Albany z roku 1695. Město Albany hrálo zásadní roli ve vztazích Irokézů a Angličanů. Bylo i centrem kožešinového obchodu. Původně ho založili Nizozemci jako Fort Oranje respektive Beverwijk.

Situace Irokézů vypadala koncem roku 1697 zle. Počet jejich bojovníků klesl na méně než 1 300 (nejvíce jich měli Senekové – asi 600, nejméně Oneidové – okolo 70). Ač se během let 1689–1696 vyjednavači snažili, nepodařilo se jim mezi jezerními kmeny získat žádné trvalé spojence. Načas sice vyjednali neutralitu Ottawů a Huronů, ale ta díky vlivu francouzských kolonistů v oblasti, roli Kondiaronka a postoji ostatních kmenů neměla dlouhého trvání. Přesto nebylo možno tuto konfederaci podceňovat a Francouzi to věděli. Pochopili, že není v jejich silách Irokéze zcela zničit a ani to nebylo v jejich zájmu. Hrozilo pak, že západní kmeny by si našly cestu k Angličanům a k jejich obchodníkům. Cílem Francouzů proto bylo vyjednat irokézskou neutralitu a omezit vliv Angličanů u tohoto kmenového svazu. Francouzi věděli, že další války v Americe přijdou a oni se v nich potřebovali soustředit pouze na boj s Angličany. Zájmy Angličanů byly pochopitelně přesně opačné. Potřebovali zajistit, aby Irokézové zůstali jejich spojenci v rámci ujednání Coventant Chain. Angličané začali považovat Irokéze za poddané anglické koruny. Irokézové však tento jejich názor nesdíleli a vždy zdůrazňovali svou svobodu rozhodování. Je zajímavé, že guvernéra Nové Francie nazývali otcem a guvernéra New Yorku bratrem. I když nebyli spokojení s anglickou pomocí během války, bylo jim jasné, že si nemohou dovolit Angličany rozhněvat a přijít úplně o jejich přízeň. Byli příliš závislí na jejich zboží. Cílem Irokézů nejprve bylo uzavřít separátní mír s Francouzi a některými jezerními kmeny a pak se zcela soustředit na boj s úhlavními nepřáteli – především s kmeny Miamiů a Illinoisů. Navíc ani Irokézové nebyli jednolitým celkem a jednotlivé kmeny prosazovaly své zájmy i uvnitř ligy. Mohawkové tak byli prakticky vždy stoupenci pevného spojenectví s Angličany a měli nejvíce nepřátelský postoj vůči Francouzům, naopak směrem na západ tento názor slábl a oblíbenost Angličanů například mezi Seneky byla podstatně menší.
Výsledkem těchto protichůdných zájmů byla složitá jednání, do nichž se navíc občas zapojovaly kmeny z oblasti Velkých jezer. Jednání probíhala v letech 1697–1701 v Montrealu, Albany a výjimečně i v Onondaze – hlavním „městě“ irokézské konfederace. Mezitím stále docházelo k menším ale častým bojům, v nichž jezerní kmeny prokazovaly větší aktivitu než irokézští bojovníci a zpravidla vítězily. Tyto útoky deprimovaly Irokéze snad ještě více než předchozí francouzské výpravy. Irokézský mluvčí na setkání v Montrealu v září 1699 sdělil guvernérovi Callièrovi (Frontenac zemřel v listopadu 1698): „Snažně tě prosím můj otče, zastav neustálé pronikání svých spojenců na naše území a jejich rozbíjení našich hlav.“

## Velký montrealský mír

Tzv. „Území, kde se loví bobři“, které podle dohody z Albany z července 1701 podřídili Irokézové pod jurisdikci anglického krále. Jednalo se o velmi kontroverzní čin, neboť zde Irokézové nežili a naopak šlo převážně o území francouzských indiánských spojenců. Francouzi pochopitelně toto podřízení neuznávali a ani Angličané tomu zprvu nepřikládali důležitost.

V roce 1700 a začátkem roku 1701 už probíhala velmi intenzivní jednání, ale stále nebyly vyřešeny některé vážné problémy. Irokézové si stěžovali, že Francouzi začínají s výstavbou pevnosti Detroit a že je i přes příměří napadají jezerní kmeny během lovu. Indiánští spojenci Francouzů si zase stěžovali, že jim Irokézové odmítají vydat zajatce. Angličané nechtěli nechat Irokéze uzavřít jakékoli významnější dohody s Francouzi bez jejich schválení a naopak Irokéze pobízeli, aby západní kmeny přilákali do spojeneckého svazku Covenant Chain.

### Jednání v Albany
Irokézové vyslali začátkem července 1701 do Albany 33 svých zástupců, konkrétně to bylo 9 Mohawků, 5 Oneidů, 12 Onondagů, 4 Cayugové a 3 Senecové. Zdá se to být hodně, ale v porovnání s delegací zároveň vyslanou do Montrealu nešlo o žádný velký počet. Teganissorens, který byl považován za nejvlivnějšího irokézského diplomata a v Pensylvánii ho dokonce označovali za „císaře“, se podle plánu do Albany nedostavil. Nezúčastnil se ani konference v Montrealu. Sám to komentoval slovy: „Co se mě týče… zůstanu v Onondaze, aby můj otec Onontio (guvernér Nové Francie) a můj bratr Corlard (guvernér New Yorku) byli přesvědčeni, že rovnocenně přijímám jejich zájmy, že držím za jednu ruku svého otce a za druhou svého bratra…“ Na anglické straně se jednání zúčastnili nový guvernér John Nanfan, Robert Livingston, tajemník pro indiánské záležitosti, dále příslušníci vlivných rodin Schuylerů a Bleekerů plus další místní oficiálové. K dispozici byli 3 překladatelé.
Konferenci otevřel Nanfan 12. července. Nejprve zdůraznil zrádnost Francouzů, prý se snaží Irokéze oklamat a podvést. Ptal se Irokézů na to, jaký je stav jednání se západními kmeny. Upozornil je, aby nepřijímali „žádné papeženské kněží z Francie“, neboť brzy dostanou „protestantské duchovní, aby je instruovali v pravém křesťanském náboženství“. Nanfan dále zjišťoval, jak je to s katolickými Irokézi – řekl, že věří v jejich návrat do Irokézie, neboť v Kanadě údajně strádají hlady. Irokézové odpověděli za dva dny. Začali zdvořilostními frázemi, mj. i kondolencí za mrtvého guvernéra Bellomonta. Kondolenční rituál patřil k základům irokézské tradice. Často se jednalo o součást diplomatických jednání, pomocí účasti se smutkem „pozůstalých“ vyjádření dobrých vztahů. Pak informovali Angličany, že uzavřeli mír se sedmi západními kmeny a ve válce jsou ještě se šesti. Poté se Nanfan vyjádřil nelibě o záměru irokézské neutrality. Jednalo se i o pevnosti Detroit – že je to mocenský nástroj Francouzů. Angličané prý chtějí pro Irokéze postavit vlastní kamennou pevnost. Angličané se snažili Irokéze podnítit k dokončení mírového procesu se západními kmeny a poté je zapojit do kožešinového obchodu v Albany. Nanfan chtěl, aby Irokézové a Francouzi zůstali nepřátelé nebo alespoň soupeři a Francouzi zase chtěli, aby Irokézové měli spory se západními kmeny. Irokézové už se snažili hrát balanc – zachovat dobré vztahy s Angličany a přitom neohrozit neutralitu vůči Francouzům. 19. července Irokézové nabídli, že všechno území na němž měli svá loviště (bobrů), převedou pod pravomoc anglického krále. Byl zhotoven hrubý náčrtek a nakonec došlo k podepsání smlouvy, která převod komentovala. Proč tak Irokézové učinili, není dodnes zřejmé. Pravděpodobně si chtěli zajistit alespoň teoretickou anglickou ochranu svých západních lovišť. Tvrdili, že tato území dobyli před 80 lety (ve skutečnosti to bylo cca 40–60 let) na 7 nepřátelských národech – Huróni, Eriové, Neutrálové, Wenrové, Petuni, Mascouteni, plus některé další etnikum (možná Nippisingové či Algonkini). I Angličanům však muselo být zřejmé, že irokézské nároky na tato území jsou spíše teoretické. Smlouvě o podřízení oblasti Velkých jezer anglickému králi zpočátku nepřikládali velký význam, ale později to byl jeden z „podkladů“ pro jejich západní expanzi.

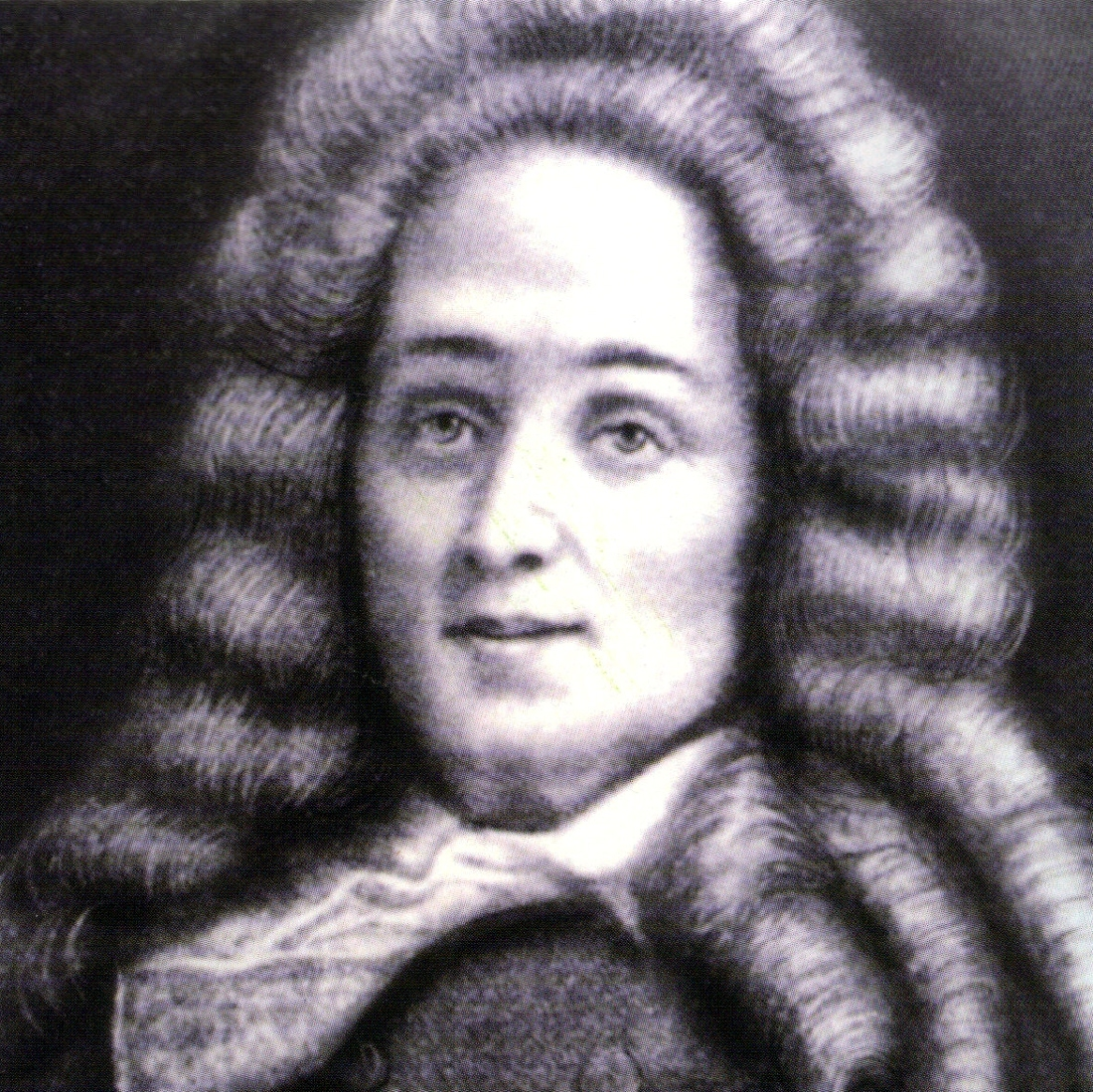
Guvernér Nové Francie v letech 1698–1703 Louis-Hector de Callière dokázal s domorodci obratně jednat

### Jednání v Montrealu

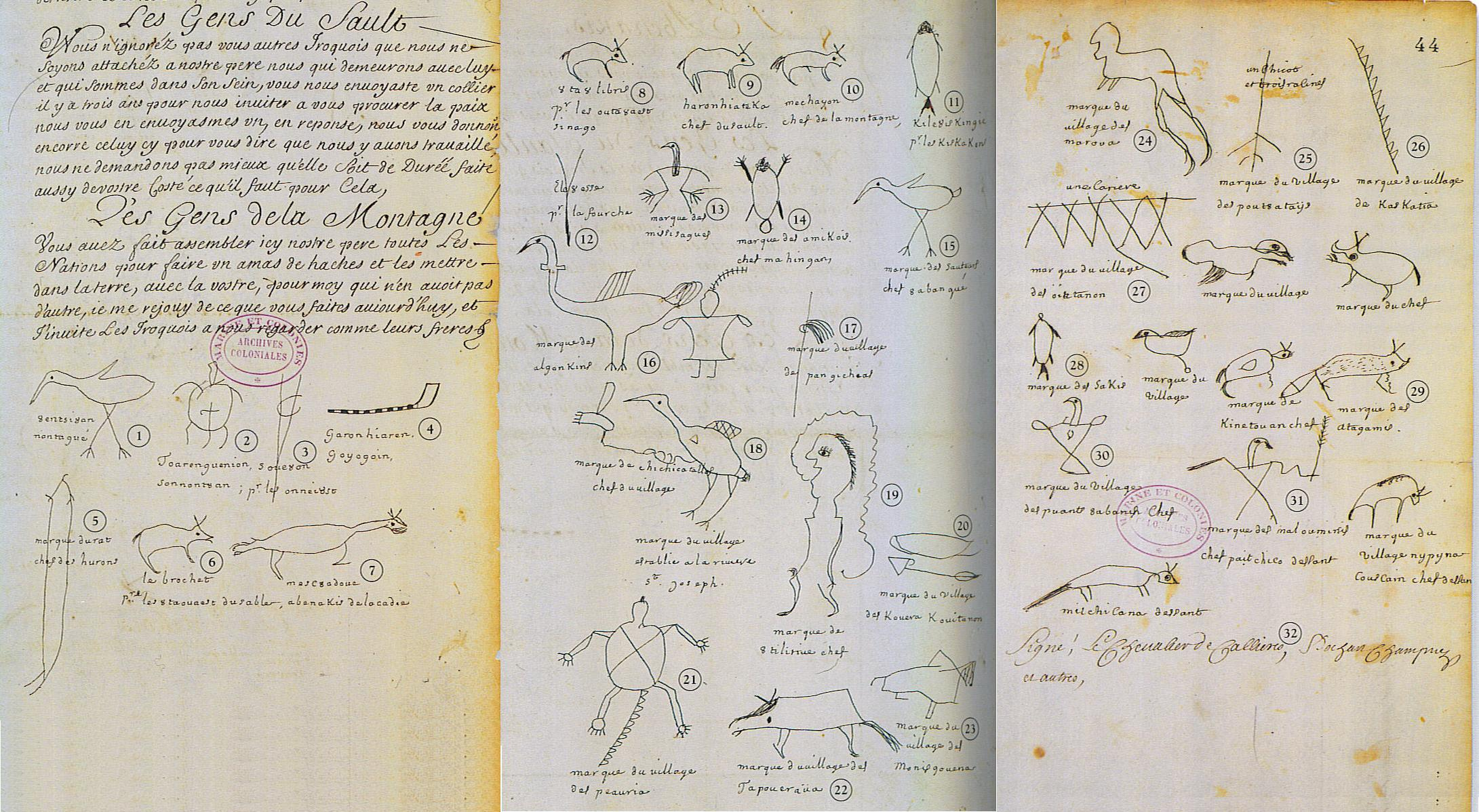
Kopie montrealské smlouvy ze 4. srpna 1701 s piktogramy domorodců a podpisy francouzského guvernéra a intendanta.

Zatímco končila jednání v Albany, proběhl v červenci a srpnu 1701 velký koncil v Montrealu. Asi 200 Irokézů dorazilo jako první, pak přijely západní kmeny – celkem bylo v Montrealu přítomno přes 1300 Indiánů. Byli to Irokézové (bez Mohawků), Ottawové, Huroni (zvaní též Huron-Petuni či Tionontati či Wyandoti), Winnebagové, Saukové, Foxové, Potawatomiové, Mascouteni, Nipissingové, různé skupiny Odžibvejů, Kríové, Menominiové, Miamiové, Abenakové a katoličtí Irokézové z montrealských misií Sault St Louis a La Montagne a některé další skupiny. Překvapivé bylo, že chyběli Huroni z Lorette, za které zřejmě mluvil Kondiaronk. Nedorazili rovněž Siouxové, o něž sice Francouzi měli zájem, ale jezerní kmeny jejich účast blokovaly. Na straně Francouzů se jednání zúčastnili všichni čelní představitelé kolonie v čele s guvernérem Callièrem. Jako překladatelé sloužili vesměs jezuité a neoficiální francouzský „velitel jezerní oblasti“ Nicolas Perrot.
Montreal tou dobou bylo na poměry Nové Francie poměrně velké a velmi živé příhraniční město, i s okolními osadami čítalo asi 2 600 obyvatel, ale takovou masu domorodců ještě nikdy nehostilo. Indiáni nicméně většinou bydleli mimo město ve svých vlastních táborech, přesto ve velkém do Montrealu docházeli za obchodem. Během konference došlo k zavedení prohibice, aby nehrozily incidenty z opilosti. Hlavními tématy úvodních řečí byly lov a kožešinový obchod. Ottawský náčelník přiznal, že jejich loviště jsou prakticky vyčerpána. Mají jen malá kožešinová zvířata plus medvědy a mývaly – bobr je téměř vyhuben. Mnoho dalších západních Indiánů pak toto potvrdilo. Mezi některými západními kmeny také zavládlo kvůli tomu určité napětí – náčelník Nipissingů si stěžoval na Ottawy – že loví na tolika různých místech a zabíjejí bobry, kde se dá. Callière upozornil domorodce, že pokud budou takto pokračovat ve vybíjení zvířat, riskují hladovění. Poradil jim, aby se po vzoru Abenaků dali na farmaření. Západní kmeny chtěly mír s Irokézi, aby mohly rozšířit svá loviště do oblasti mezi Erijským, Huronským a Ontarijským jezerem. Dalším důležitým bodem jednání byla otázka návratu zajatců. 4. srpna proběhlo hlavní shromáždění. Jednání zahájil Callière. Nabádal k uzavření všeobecného míru. Francouzi jsou připraveni v budoucnu se podílet na řešení vzájemných sporů mezi západními kmeny a Irokézi. Symbolicky vybral od všech Indiánů sekery a hodil je do hlubokého příkopu. Irokézové odpověděli na jeho výzvy kladně a předali mu 4 wampumové pásy. Nakonec byla podepsána mírová smlouva na níž všichni indiánští mluvčí umístili své piktogramy. 7. srpna se Callière domluvil s Irokézi na vzájemné výměně zajatců s výjimkou pěti. Ti si západní Indiáni ponechají dokud Irokézové nevrátí své zajatce, které s sebou „zapomněli“ přivést. Nakonec stejně výměna zajatců proběhla jen symbolicky a většina kmenů si jich větší část ponechala. Co se týče problematiky Detroitu – Callière oznámil, že ho Francouzi ponechají tam kde je. Nicméně se snažil Irokéze uklidnit, že je pevnost může v případě potřeby ochránit a že zde mohou obchodovat. Callière si od 4 přítomných irokézských kmenů zajistil slib neutrality. V případě nedodržení slibu jim pohrozil, že budou mít zase co dělat s Francouzi a jejich indiánskými spojenci. Francouzům se tím podařilo dosáhnout irokézské neutrality na několik desítek let. Výjimkou byli Mohawkové, kteří sice smlouvu se zpožděním rovněž podepsali, ale v následných koloniálních válkách byli věrnými spojenci Angličanů. Irokézové od roku 1701 sdíleli lovecká teritoria se západními kmeny. Francouzi tak nepřímo přiznali, že Irokézové svým způsobem měli nárok na tato lovecká teritoria. Cíle prakticky všech zúčastněných byly smlouvami splněny. Všeobecný mír v oblasti Velkých jezer načas zavládl. Nikoli však mezi Angličany a Francouzi. V Evropě byla na spadnutí válka o španělské dědictví, jež v Americe nesla název válka královny Anny.